# Blood oxygenation level dependent
Il fenomeno blood oxygenation level dependent, abbreviato con l'acronimo BOLD, è alla base delle variazioni di segnale di imaging a risonanza magnetica proveniente dai singoli voxel del volume encefalico studiato sulla base di attivazione neuronale.
È noto che in base all'attivazione di una certa funzione (motoria, cognitiva, sensoriale...) si verifica un aumento di flusso ematico nelle zone popolate da cellule nervose coinvolte nella funzione attivata.
Tale variazione di flusso causa una variazione di segnale misurato: l'emoglobina de-ossigenata possiede infatti proprietà paramagnetiche, a differenza dell'emoglobina ossigenata. L'aumento di concentrazione di deossiemoglobina provoca quindi cadute di segnale RM, la sua diminuzione causa un aumento di segnale, permettendo così di utilizzare l'emoglobina come mezzo di contrasto endogeno nello studio delle regioni cerebrali coinvolte dalla funzione studiata.
L'andamento del segnale BOLD è tipico, ed è strettamente correlato ai fenomeni metabolici coinvolti nella attivazione dei neuroni: all'iniziale caduta di segnale dovuta ad un iniziale aumento di concentrazione di Hb de-ossigenata, conseguenza dell'estrazione di ossigeno dai capillari arteriosi, fa seguito un aumento di segnale dovuto all'aumento del flusso locale di sangue ossigenato nella sede attivata, che diluisce l'emoglobina de-ossigenata facendone diminuire la concentrazione. Con il passare dei secondi il metabolismo cellulare fa estrarre ulteriore ossigeno dai capillari, provocando così un progressivo aumento di concentrazione di desossiemoglobina, con conseguente caduta del segnale, che dopo aver raggiunto un minimo riprende ad aumentare fino a stabilizzarsi sul livello precedente all'attivazione.